# Jan Siankiewicz
Jan Janawicz Siankiewicz (biał. Ян Янавіч Сянкевіч, ros. Ян Янович Сенкевич, Jan Janowicz Sienkiewicz, ur. 18 lutego 1995 w Grodnie) – białoruski piłkarz, występujący na pozycji pomocnika.

## Życiorys
Jest wychowankiem Biełkardu Grodno, w którym w 2012 roku zaczynał także seniorską karierę. W 2013 roku został zawodnikiem Niomanu Grodno. Przez pierwsze dwa lata występował wyłącznie w zespole rezerw, a w 2015 roku został wcielony do pierwszej drużyny; trenerem zespołu był wówczas Siarhiej Saładounikau. W oficjalnym meczu Niomanu Siankiewicz zadebiutował 21 marca 2015 roku w ćwierćfinałowym meczu Pucharu Białorusi z BATE Borysów (0:1), a w Wyszejszajej lidze po raz pierwszy wystąpił 23 maja w przegranym 0:2 spotkaniu z FK Mińsk. W 2016 roku Siankiewicz z 16 golami został królem strzelców ligi rezerw. Na sezon 2017 został wypożyczony do drugoligowego Hranitu Mikaszewicze.
W marcu 2018 roku Siankiewicz podpisał kontrakt z Dniaprem Mohylew. W barwach tego klubu rozegrał 23 mecze. W marcu 2019 roku podpisał roczny kontrakt z FK Smalawiczy, zaś w lipcu został wypożyczony do Sputnika Rzeczyca. W lutym 2020 roku Siankiewicz podpisał kontrakt z Hranitem Mikaszewicze, jednakże przed rozpoczęciem sezonu opuścił klub i został zawodnikiem FK Lida. W rundzie wiosennej Siankiewicz zdobył dziesięć goli, co stanowiło połowę całego dorobku bramkowego drużyny. W lipcu Białorusin przeszedł do FK Haradzieja, związując się z klubem półroczną umową. Po rozwiązaniu klubu występował w FK Smorgonie. W lipcu 2021 roku przeszedł do Olimpii Elbląg.

## Statystyki ligowe
| Sezon     | Klub                | Liga             | Mecze | Gole |
| --------- | ------------------- | ---------------- | ----- | ---- |
| 2012      | Biełkard Grodno     | Druhaja liha     | 1     | 0    |
| 2013      | Nioman-d Grodno     | liga rezerw      | 5     | 0    |
| 2014      | Nioman-d Grodno     | liga rezerw      | 15    | 1    |
| 2015      | Nioman Grodno       | Wyszejszaja liha | 4     | 0    |
| 2016      | Nioman Grodno       | Wyszejszaja liha | 4     | 0    |
| 2017      | Hranit Mikaszewicze | Pierszaja liha   | 29    | 11   |
| 2018      | Dniapro Mohylew     | Wyszejszaja liha | 23    | 0    |
| 2019 (w)  | FK Smalawiczy       | Pierszaja liha   | 8     | 2    |
| 2019 (j)  | Sputnik Rzeczyca    | Pierszaja liha   | 15    | 4    |
| 2020 (w)  | FK Lida             | Pierszaja liha   | 12    | 10   |
| 2020 (j)  | FK Haradzieja       | Pierszaja liha   | 7     | 2    |
| 2021 (w)  | FK Smorgonie        | Wyszejszaja liha | 10    | 0    |
| 2021/2022 | Olimpia Elbląg      | II liga          | 31    | 8    |
| 2022/2023 | Olimpia Elbląg      | II liga          | 32    | 7    |
| 2023/2024 | Olimpia Elbląg      | II liga          | 22    | 2    |